# كأس العالم للسيدات تحت 17 سنة لكرة القدم 2018
كأس العالم للسيدات تحت 17 سنة 2018، النسخة السادسة للبطولة المخصصة للإناث دون سبعة عشرة عاماً في لعبة كرة القدم وهي بطولة دولية رسمية نظمها الفيفا واستضافها الأوروغواي خلال الفترة الممتدة بين 13 نوفمبر حتى 1 ديسمبر

## العروض
تم تقديم ستة عروض من أربعة دول لنيل استضافة البطولة، الدول التي تقدمت باستضافة البطولة هي:-
- الأوروغواي
- البوسنة والهرسك
- مصر
- فنلندا
- إيرلندا الشمالية
- السويد

وفي 10 مايو 2016 إختارت اللجنة التنفيذية للفيفا منتخب الأوروغواي لنيل استضافة البطولة مع الدول التي تقدمت باستضافة بطولة كأس العالم للسيدات تحت 17 سنة 2018 ومنح منتخب الأوروغواي استضافة البطولة

## المنتخبات المتأهلة
| الاتحاد                          | المنتخب المتأهل                           | البطولة التأهيلية                                           | أخر مشاركة                         | عدد مرات مشاركة | أفضل نتيجة في مشاركة سابقة         |
| -------------------------------- | ----------------------------------------- | ----------------------------------------------------------- | ---------------------------------- | --------------- | ---------------------------------- |
| الاتحاد الآسيوي لكرة القدم       | منتخب اليابان للسيدات تحت 17 سنة          | بطولة كاس آسيا للسيدات تحت 16 سنة 2017                      | كأس العالم للسيدات تحت 17 سنة 2016 | 06              | البطل (2014)                       |
| الاتحاد الآسيوي لكرة القدم       | منتخب كوريا الشمالية للسيدات تحت 17 سنة   | بطولة كاس آسيا للسيدات تحت 16 سنة 2017                      | كأس العالم للسيدات تحت 17 سنة 2016 | 06              | البطل (2008), (2016)               |
| الاتحاد الآسيوي لكرة القدم       | منتخب كوريا الجنوبية للسيدات تحت 17 سنة   | بطولة كاس آسيا للسيدات تحت 16 سنة 2017                      | كأس العالم للسيدات تحت 17 سنة 2010 | 03              | البطل (2010)                       |
| الاتحاد الأفريقي لكرة القدم      | منتخب الكاميرون للسيدات تحت 17 سنة        | بطولة إفريقيا التأهيلية لكأس العالم للسيدات تحت 17 سنة 2018 | كأس العالم للسيدات تحت 17 سنة 2016 | 02              | مرحلة المجموعات (2016)             |
| الاتحاد الأفريقي لكرة القدم      | منتخب غانا للسيدات تحت 17 سنة             | بطولة إفريقيا التأهيلية لكأس العالم للسيدات تحت 17 سنة 2018 | كأس العالم للسيدات تحت 17 سنة 2016 | 06              | مركز الثالث (2012)                 |
| الاتحاد الأفريقي لكرة القدم      | منتخب جنوب أفريقيا للسيدات تحت 17 سنة     | بطولة اوفك لمنتخبات السيدات تحت 17 سنة 2017                 | كأس العالم للسيدات تحت 17 سنة 2010 | 02              | مرحلة المجموعات (2010)             |
| اتحاد أمريكا الشمالية لكرة القدم | منتخب كندا للسيدات تحت 17 سنة             | بطولة أمريكا الشمالية للسيدات تحت 17 سنة 2018               | كأس العالم للسيدات تحت 17 سنة 2016 | 06              | ربع النهائي (2008), (2012), (2014) |
| اتحاد أمريكا الشمالية لكرة القدم | منتخب المكسيك للسيدات تحت 17 سنة          | بطولة أمريكا الشمالية للسيدات تحت 17 سنة 2018               | كأس العالم للسيدات تحت 17 سنة 2016 | 05              | ربع النهائي (2014), (2016)         |
| اتحاد أمريكا الشمالية لكرة القدم | منتخب الولايات المتحدة للسيدات تحت 17 سنة | بطولة أمريكا الشمالية للسيدات تحت 17 سنة 2018               | كأس العالم للسيدات تحت 17 سنة 2016 | 04              | الوصيف (2008)                      |
| اتحاد أمريكا الجنوبية لكرة القدم | منتخب الأوروغواي للسيدات تحت 17 سنة       | المستضيف كأس العالم للسيدات تحت 17 سنة 2018                 | كأس العالم للسيدات تحت 17 سنة 2012 | 02              | مرحلة المجموعات (2012)             |
| اتحاد أمريكا الجنوبية لكرة القدم | منتخب البرازيل للسيدات تحت 17 سنة         | بطولة أمريكا الجنوبية للسيدات تحت 17 سنة 2018               | كأس العالم للسيدات تحت 17 سنة 2016 | 05              | ربع النهائي (2010), (2012)         |
| اتحاد أمريكا الجنوبية لكرة القدم | منتخب كولومبيا للسيدات تحت 17 سنة         | بطولة أمريكا الجنوبية للسيدات تحت 17 سنة 2018               | كأس العالم للسيدات تحت 17 سنة 2014 | 04              | ربع النهائي (2008), (2012), (2014) |
| اتحاد أوقيانوسيا لكرة القدم      | منتخب نيوزيلندا للسيدات تحت 17 سنة        | بطولة أوقيانوسيا التأهيلية للسيدات تحت 17 سنة 2018          | كأس العالم للسيدات تحت 17 سنة 2016 | 06              | ربع النهائي (2014), (2016)         |
| الاتحاد الأوروبي لكرة القدم      | منتخب فنلندا للسيدات تحت 17 سنة           | بطولة أوروبا للسيدات تحت 17 سنة 2018                        | لايوجد                             | 01              | لايوجد (لايوجد)                    |
| الاتحاد الأوروبي لكرة القدم      | منتخب ألمانيا للسيدات تحت 17 سنة          | بطولة أوروبا للسيدات تحت 17 سنة 2018                        | كأس العالم للسيدات تحت 17 سنة 2016 | 06              | مركز الثالث (2008)                 |
| الاتحاد الأوروبي لكرة القدم      | منتخب إسبانيا للسيدات تحت 17 سنة          | بطولة أوروبا للسيدات تحت 17 سنة 2018                        | كأس العالم للسيدات تحت 17 سنة 2016 | 04              | الوصيف (2014)                      |

## القرعة
جرت السحبة الرسمي في 30 مايو 2018 ، 15:00 CEST ت ع م+ 2 ، في مقر FIFA الرئيسي في زيورخ
| Pot 1                                             | Pot 2                             | Pot 3                                                      | Pot 4                                          |
| ------------------------------------------------- | --------------------------------- | ---------------------------------------------------------- | ---------------------------------------------- |
| - الأوروغواي - اليابان - كوريا الشمالية - إسبانيا | - ألمانيا - غانا - المكسيك - كندا | - البرازيل - نيوزيلندا - الولايات المتحدة - كوريا الجنوبية | - كولومبيا - جنوب إفريقيا - الكاميرون - فنلندا |

## أماكن وملاعب
| كولونيا ديل ساكرامنتو                         | مالدونادو                                     | مونتفيدو                                      |
| --------------------------------------------- | --------------------------------------------- | --------------------------------------------- |
| Estadio Profesor Alberto Suppici              | Estadio Domingo Burgueño                      | Estadio Charrúa                               |
| 34°28′01″S 57°50′43″W / 34.46694°S 57.84528°W | 34°54′52″S 54°57′19″W / 34.91444°S 54.95528°W | 34°52′42″S 56°05′22″W / 34.87833°S 56.08944°W |
| Capacity: 6,500                               | Capacity: 22,000                              | Capacity: 14,000                              |
|                                               |                                               |                                               |

### المجموعة أ
| م | الفريق            | لعب | ف | ت | خ | أ.له | أ.ع | أ.ف | نقاط | التأهل        |
| - | ----------------- | --- | - | - | - | ---- | --- | --- | ---- | ------------- |
| 1 | غانا (Q)          | 3   | 3 | 0 | 0 | 10   | 1   | +9  | 9    | مرحلة المغلوب |
| 2 | نيوزيلندا (Q)     | 3   | 2 | 0 | 1 | 3    | 3   | 0   | 6    | مرحلة المغلوب |
| 3 | فنلندا (E)        | 3   | 0 | 1 | 2 | 2    | 5   | −3  | 1    |               |
| 4 | الأوروغواي (H, E) | 3   | 0 | 1 | 2 | 2    | 8   | −6  | 1    |               |

| نيوزيلندا | 1 – 0 | فنلندا - كيلي دينيس براون 41' |
| --------- | ----- | ----------------------------- |
|           | تقرير |                               |

| الأوروغواي | 0 – 5 | غانا                                                                           |
| ---------- | ----- | ------------------------------------------------------------------------------ |
|            | تقرير | - فوسينا موموني 20' - ابدولاي موكاراما 25'، 78'، 90+1' - ميلوت أبينا بوكوا 66' |

| فنلندا              | 1 - 3 | غانا                                                            |
| ------------------- | ----- | --------------------------------------------------------------- |
| - كانتانين جيني 75' | تقرير | - ميلوت أبينا بوكوا 6' - ابدولاي موكاراما 13' - انتيكا غريس 86' |

| الأوروغواي       | 1 - 2 | نيوزيلندا                                  |
| ---------------- | ----- | ------------------------------------------ |
| - بيلين أكينو 6' | تقرير | - غريس ويسنيسكي 27' - كيلي دينيس براون 36' |

| فنلندا             | 1 - 1 | الأوروغواي             |
| ------------------ | ----- | ---------------------- |
| - أينو فورينين 51' | تقرير | - اسبيرانزا بيزارو 79' |

| غانا                                            | 2 - 0 | نيوزيلندا |
| ----------------------------------------------- | ----- | --------- |
| - غريس ويسنيسكي 27' - ابدولاي موكاراما 61'، 89' | تقرير |           |

### المجموعة ب
| م | الفريق           | لعب | ف | ت | خ | أ.له | أ.ع | أ.ف | نقاط | التأهل        |
| - | ---------------- | --- | - | - | - | ---- | --- | --- | ---- | ------------- |
| 1 | اليابان (Q)      | 3   | 1 | 2 | 0 | 7    | 1   | +6  | 5    | مرحلة المغلوب |
| 2 | المكسيك (Q)      | 3   | 1 | 2 | 0 | 2    | 1   | +1  | 5    | مرحلة المغلوب |
| 3 | البرازيل (E)     | 3   | 1 | 1 | 1 | 4    | 2   | +2  | 4    |               |
| 4 | جنوب إفريقيا (E) | 3   | 0 | 1 | 2 | 1    | 10  | −9  | 1    |               |

| البرازيل | 0 – 0 | اليابان |
| -------- | ----- | ------- |
|          | تقرير |         |

| المكسيك | 0 – 0 | جنوب إفريقيا |
| ------- | ----- | ------------ |
|         | تقرير |              |

| اليابان | 6 - 0 | جنوب إفريقيا |
| --- | ----- | ------------ |
| - هاروكا أوساوا 4'، 23' - توموكو تاناكا 37' (ضربة جزاء) - كيم يون أوك - سارة ايتو 41'، 55' (ضربة جزاء) - يوزوكي ياماموتو 90' | تقرير |              |

| المكسيك             | 1 - 0 | البرازيل |
| ------------------- | ----- | -------- |
| - فانيسا أرياغا 44' | تقرير |          |

| اليابان           | 1 - 1 | المكسيك             |
| ----------------- | ----- | ------------------- |
| - موموكا كيدو 40' | تقرير | - أليسون اسكيفل 63' |

| جنوب إفريقيا            | 1 - 4 | البرازيل                                                                                     |
| ----------------------- | ----- | -------------------------------------------------------------------------------------------- |
| - زيثمبيسو فيلاكازي 53' | تقرير | - جينيفر دا سيلفا 50' - جوليا دالتو 51' (ضربة جزاء) - أماندا جوتيريس 54' - ماريا ادواردا 60' |

### المجموعة ج
خطأ لوا: package.lua:80: module 'Module:جدول رياضي/WDL
source=FIFA' not found.
| الولايات المتحدة                                      | 3 – 0 | الكاميرون |
| ----------------------------------------------------- | ----- | --------- |
| - ميا فيشل 22' - سنشاين فونتس 50' (ضربة الجزاء.)، 82' | تقرير |           |

| كوريا الشمالية   | 1 – 4 | ألمانيا                                                     |
| ---------------- | ----- | ----------------------------------------------------------- |
| - يون جي هوا 69' | تقرير | - شارلوت بلوميل 14' - جيا كورلي 35'، 70' - صوفي فايداور 84' |

| الولايات المتحدة | 0 - 3 | كوريا الشمالية                                                 |
| ---------------- | ----- | -------------------------------------------------------------- |
|                  | تقرير | - كيم يون أوك 35'، 32' - ري كوم هيانج 25' - كيم كيونغ يونغ 52' |

| ألمانيا | 0 - 1 | الكاميرون          |
| ------- | ----- | ------------------ |
|         | تقرير | - أليس دجينتيو 53' |

| ألمانيا | المبارة 21 | الولايات المتحدة |
| ------- | ---------- | ---------------- |
|         | تقرير      |                  |

| الكاميرون | المبارة 22 | كوريا الشمالية |
| --------- | ---------- | -------------- |
|           | تقرير      |                |

### المجموعة د
| م | الفريق             | لعب | ف | ت | خ | أ.له | أ.ع | أ.ف | نقاط | التأهل        |
| - | ------------------ | --- | - | - | - | ---- | --- | --- | ---- | ------------- |
| 1 | كندا (Q)           | 2   | 2 | 0 | 0 | 5    | 0   | +5  | 6    | مرحلة المغلوب |
| 2 | إسبانيا            | 2   | 1 | 1 | 0 | 5    | 1   | +4  | 4    | مرحلة المغلوب |
| 3 | كولومبيا           | 2   | 0 | 1 | 1 | 1    | 4   | −3  | 1    |               |
| 4 | كوريا الجنوبية (E) | 2   | 0 | 0 | 2 | 0    | 6   | −6  | 0    |               |

| كوريا الجنوبية | 0 – 4 | إسبانيا                                                          |
| -------------- | ----- | ---------------------------------------------------------------- |
|                | تقرير | - ايفا نافارو 17' - كلاوديانا بينا 51'، 65' - باولا هرنانديز 59' |

| كندا                                                             | 3 - 0 | كولومبيا |
| ---------------------------------------------------------------- | ----- | -------- |
| - جوردين هويتيما 77' - اندرسون وليامز 88' - جيسيكا دي فيليبو 90' | تقرير |          |

| كوريا الجنوبية | 0 - 2 | كندا                                       |
| -------------- | ----- | ------------------------------------------ |
|                | تقرير | - جوردين هويتيما 59' - لارا كازاندجيان 74' |

| كولومبيا             | 1 - 1 | إسبانيا          |
| -------------------- | ----- | ---------------- |
| - جيسيلا روبليدو 53' | تقرير | - مابل أوكوي 52' |

| كولومبيا | المبارة 23 | كوريا الجنوبية |
| -------- | ---------- | -------------- |
|          | تقرير      |                |

| إسبانيا | المبارة 24 | كندا |
| ------- | ---------- | ---- |
|         | تقرير      |      |

## مرحلة خروج المغلوب
في مراحل خروج المغلوب، إذا أنتهت المباراة بتعادل وقت اللعب العادي، يتم استخدام ركلات الترجيح لتحديد الفائز (لا وقت إضافي (اتحاد كرة القدم) الوقت الإضافي.

### القوس
|  | ربع النهائي                  | ربع النهائي                  |           |  | نصف النهائي | نصف النهائي |  |  | النهائي | النهائي |
|  |                              |                              |           |  |             |             |  |  |         |         |
|  | 25 نوفمبر –                  |                              |           |  |             |             |  |  |         |         |
|  |                              |                              |           |  |             |             |  |  |         |         |
|  | غانا                         |                              |           |  |             |             |  |  |         |         |
|  | 28 نوفمبر –                  |                              |           |  |             |             |  |  |         |         |
|  | المكسيك                      |                              |           |  |             |             |  |  |         |         |
|  | الفائز من ربع النهائي الأول  |                              |           |  |             |             |  |  |         |         |
|  | 25 نوفمبر –                  |                              |           |  |             |             |  |  |         |         |
|  |                              | الفائز من ربع النهائي الثالث |           |  |             |             |  |  |         |         |
|  | الفائز مجموعة ج              |                              |           |  |             |             |  |  |         |         |
|  |                              |                              | 1 ديسمبر– |  |             |             |  |  |         |         |
|  | الوصيف مجموعة د              |                              |           |  |             |             |  |  |         |         |
|  | الفائز من شبه النهائي الأول  |                              |           |  |             |             |  |  |         |         |
|  | 24 نوفمبر –                  |                              |           |  |             |             |  |  |         |         |
|  |                              | الفائز من شبه النهائي الثاني |           |  |             |             |  |  |         |         |
|  | اليابان                      |                              |           |  |             |             |  |  |         |         |
|  | 28 نوفمبر –                  |                              |           |  |             |             |  |  |         |         |
|  | نيوزيلندا                    |                              |           |  |             |             |  |  |         |         |
|  | الفائز من ربع النهائي الثاني |                              |           |  |             |             |  |  |         |         |
|  | 24 نوفمبر –                  |                              |           |  |             |             |  |  |         |         |
|  |                              | الفائز من ربع النهائي الرابع |           |  | النهائي     | النهائي     |  |  |         |         |
|  | الفائز مجموعة د              | الفائز من ربع النهائي الرابع |           |  | النهائي     | النهائي     |  |  |         |         |
|  |                              |                              | 1 ديسمبر– |  |             |             |  |  |         |         |
|  | الوصيف مجموعة ج              |                              |           |  |             |             |  |  |         |         |
|  | الخاسر من شبه النهائي الأول  |                              |           |  |             |             |  |  |         |         |
|  |                              |                              |           |  |             |             |  |  |         |         |
|  | الخاسر من شبه النهائي الثاني |                              |           |  |             |             |  |  |         |         |
|  |                              |                              |           |  |             |             |  |  |         |         |

### ربع النهائي
| الفائز مجموعة ج | المباراة 26 | الوصيف مجموعة د |
| --------------- | ----------- | --------------- |
|                 | تقرير       |                 |

| اليابان | المباراة 25 | نيوزيلندا |
| ------- | ----------- | --------- |
|         | تقرير       |           |

| غانا | المباراة 27 | المكسيك |
| ---- | ----------- | ------- |
|      | تقرير       |         |

| الفائز مجموعة ج | المباراة 28 | الوصيف مجموعة د |
| --------------- | ----------- | --------------- |
|                 | تقرير       |                 |

### نصف النهائي
| الفائز من المباراة 25 | المباراة 29 | الفائز من المباراة 26 |
| --------------------- | ----------- | --------------------- |
|                       | تقرير       |                       |

| الفائز من المباراة 27 | المباراة 30 | الفائز من المباراة 28 |
| --------------------- | ----------- | --------------------- |
|                       |             |                       |

### مباراة المركز الثالث
| الخاسر من 30 | المباراة 31 | الخاسر من 29 |
| ------------ | ----------- | ------------ |
|              | تقرير       |              |

### النهائي
| الفائز من 30 | المباراة 32 | الفائز من 29 |
| ------------ | ----------- | ------------ |
|              | تقرير       |              |

## الإحصائيات

### الهدافون كأس العالم للسيدات تحت 17 سنة 2018
4 أهداف
- موكاراما ابدولاي

هدفين
- جوردين هويتيما
- جيا كورلي
- ميلوت أبينا بوكوا
- سارة ايتو
- هاروكا أوساوا
- كيلي دينيس براون
- كلاوديانا بينا
- سنشاين فونتس

هدف
- أليس دجينتيو
- جيسيكا دي فيليبو
- لارا كازاندجيان
- اندرسون وليامز
- جيسيلا روبليدو
- كانتانين جيني
- شارلوت بلوميل
- صوفي فايداور
- انتيكا غريس
- فوسينا موموني
- توموكو تاناكا
- يوزوكي ياماموتو
- فانيسا أرياغا
- غريس ويسنيسكي
- يون جي هوا
- ري كوم هيانج
- كيم كيونغ يونغ
- كيم يون أوك
- باولا هرنانديز
- مابل أوكوي
- ايفا نافارو
- ميا فيشل
- بيلين أكينو

هدف ذاتي